# Kimballton, Iowa
Kimballton là một thành phố thuộc quận Audubon, tiểu bang Iowa, Hoa Kỳ. Năm 2010, dân số của thành phố này là 322 người.

## Dân số
Dân số qua các năm:
- Năm 2000: 342 người.
- Năm 2010: 322 người.